# Гаррі Каллаган
Гарольд Френсіс «Гаррі» Каллаган (англ. Harold Francis "Dirty Harry" Callahan, Гарольд Френсіс «Гаррі» Каллаган), більш відомий за своїм прізвисько «Брудний Гаррі» — вигаданий поліцейський детектив з міста Сан-Франциско. Уособлює собою образ професійного детектива  англосаксонського походження, середніх років, який в силу своїх особистісних якостей не може порозумітися ні з власним начальством, ні з колегами, але завжди і у всьому звик покладатися на свій крупнокаліберний Сміт Вессон. Має позивний «Інспектор 71».
Гаррі зневажає бюрократію в будь-якому вигляді і пов'язану з нею паперову метушню, свято вірує в забійну силу свого «Магнума» і жорсткі методи роботи по відношенню до злочинців, попутно ігноруючи будь-які зауваження про невиправдане застосування сили, порушенні  прав людини та інші премудрості кримінально-процесуальної науки.
Характерною особливістю всіх фільмів про пригоди Брудного Гаррі є те, що по якійсь дивній низці випадковостей всі його напарники закінчують свою поліцейську службу або на цвинтарі, або на пенсії за станом здоров'я, попередньо отримавши тяжкі каліцтва, прикриваючи свого недружелюбного колегу. Гаррі Каллаган — найбільш архетипічний персонаж в жанрі «месник», який в тій чи іншій мірі вплинув на персонажів фільмів таких як Пол Керсі і Мартін Ріґґс. У всіх фільмах пенталогії, що виходила на екрани в 1970-1980-х роках, втілений кіноактором Клінтом Іствудом.

## Біографічна довідка
Гаррі Каллахан народився 3 серпня 1930 в Потреро Гілл — робочому передмісті Сан-Франциско. Ріс він там же. По досягненні призовного віку був призваний до лав американської морської піхоти, де служив разом зі своїм земляком Чарлі Маккоя, з яким, після звільнення в запас, вони разом вступили на службу в поліцію (і який також в підсумку загинув, як і більшість напарників Каллагана).
Його військова служба у фільмах практично не згадується, про неї нагадує лише гуртка з емблемою Корпусу морської піхоти на його робочому столі, тому достовірно невідомо де саме він служив, ні в якому військовому званні він звільнився. Обставини його служби також невідомі. Маккой лише одного разу упустив Каллаганом, що: «Вже краще б ми з тобою залишилися у військах… Ще рочків так на двадцять».
На момент подій першого фільму Каллахан, уже чоловік середніх років, трудиться інспектором в управлінні поліції Сан-Франциско (л / н 2211). Більшу частину своєї служби він прослужив в забійному відділі, розслідуючи тяжкі злочини — грабежі і вбивства, хоча був певний період у його трудовій біографії, коли за чергові суперечки з начальством він був переведений в ненависну йому стройову частину і деякий час виконував обов'язки кадровика, причому з властивою йому безкомпромісністю, одного разу «завалив» питаннями під час співбесіди кандидатку на службу в карному розшуку, — Гаррі переконаний що жінкам не місце в поліції.
У той же самий час самого Іствуда часом називали «феміністом» за те, що він обов'язково включав в сценарій образ «сильної жінки», незалежно від того, чи була вона напарницею його героя або стояла по інший бік закону. Якийсь час Каллаган трудиться в  зовнішньому спостереженні або ж просто «виганяється» на час з міста під яким-небудь слушним приводом, нібито для проведення розслідування, насправді ж щоб попросту не докучав своєю присутністю і не муляв очі начальству.  Хронічно втомлений і вічно злий на весь світ, Гаррі багатьох допік, і не тільки за місцем своєї роботи. Їм незадоволені і в муніципалітеті, і за місцем проживання.

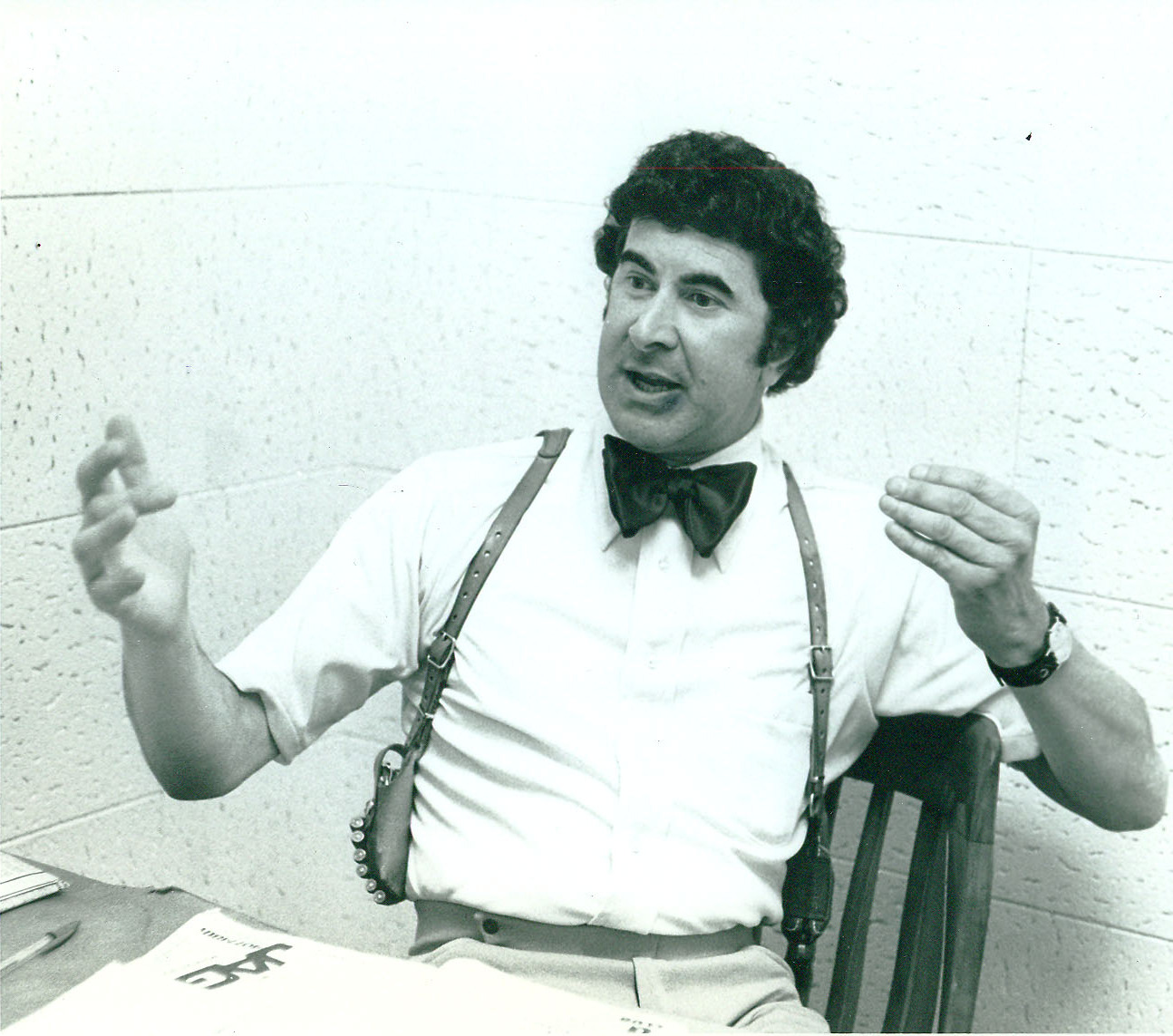
Дейв Тоскі, поліцейський детектив який розслідував серію вбивств скоєних знаменитим «Зодіаком», щоправда на відміну від Гаррі Каллагана, його розслідування закінчилося невдало

Походження епітета «брудний», який фактично замінив йому його справжнє прізвище, до кінця не прояснена. Його напарник Френк Діджорджіо, пізніше убитий бандитами, відкриває завісу таємниці про походження його прізвиська: «Гаррі ненавидить усіх — бриташок, ірландців, євреїв, макаронників, ніггерів, білих, китйозів, продовж список сам». Сам Гаррі вважає, що це прізвисько прилипло до нього від того, що йому доручають будь-яку брудну робітку, яку він дуже ефективно виконує: статистика за п'ять фільмів — 43 вбивці знешкоджені. Тут слід зазначити, що персонаж Брудного Гаррі не оминула релігійна тематика. На тлі знеособлених і нелюдських бузувірів-злочинців Каллаган постає таким собі  біблійним месником з вельми своєрідним уявленням про  справедливості.
Про його сімейного життя відомо небагато. Його дружина загинула в  дорожньо-транспортній пригоді ще до подій, показаних в першому фільмі. Нині він мешкає в порівняно заможному районі Ноб Гілл (який багато городян називають «Сноб» Гіллом, в силу того, що там живе більшість міських бонз).

## Історія створення персонажа
Спочатку роль була запропонована Полу Ньюману, але для биткого за права людини Ньюмана це було чимось немислимим. Юніверсал розглядав також кандидатури Джона Вейна, Марлона Брандо і Стіва Маккуїна. За безперспективністю сценарій був проданий студії Warner Bros., які вже розтрубили про вихід на екрани гостросюжетної стрічки з Френком Сінатрою в ролі крутого детектива в забрудненому плащі, але й тут виникла проблема — через стару травму зап'ястя Френк уже не міг стріляти з 44-го «Магнума». Зрештою на роль Брудного Гаррі був запрошений  герой спагеті-вестернів, що в той час подавав великі надії, Клінт Іствуд.
В образ увійшло багато від самого Іствуда, зокрема гребування загальноприйнятими суспільними і політичними інститутами. Характерно і те, що ряд трюків Іствуд виконував самостійно. Кінокритик Полін Кел мала сміливість назвати Гаррі у виконанні Іствуда фашистом, в помсту за це була по-звірячому заколота героїня другого плану в одному з наступних фільмів, що має схожість з Кел. Сам Іствуд неодноразово зазначав, що створений ним персонаж представляється йому самому багато в чому комічним. Після виходу на екрани фільму «Гра в смерть» (1988) Іствуд вирішив, що персонажу «пора на пенсію».
Персонаж має під собою реального прототипа, детектива Дейва Тоскі — керівника слідчої бригади по скандально відомій справі «Зодіак». На цьому схожість закінчується, і всі риси крутого поліцейського є творчістю авторів персонажу, головним чином — самого Іствуда.

## Парадокс Брудного Гаррі
«Парадокс Брудного Гаррі» (англ. Брудний Гаррі Проблема) — етико-правової парадокс з області  кримінального права, вперше сформульований в 1980 році американським правознавцем, професором кримінального процесу при Делаверському університеті Карлом Клокарсом на основі наукового аналізу подій  однойменного фільму і полягає в  науковому підході до проблеми встановлення  меж допустимості тих чи інших засобів в контексті досягнення кінцевих цілей в поліцейській роботі, з точки зору як кримінальної процедури, так і обивательського підходу. Розбирається в ході семінарських занять зі студентами американських юридичних факультетів та курсантами поліцейських академій.
Парадоксом це можна назвати досить умовно, так як для самого Гаррі ніякого парадоксу ніколи не виникало. Проте, аналізуючи даний парадокс, можна прийти до однозначного висновку, що правоохоронець дуже часто виявляється в ситуаціях, що вимагають прийняття швидкого рішення і вибору щонайменше з двох зол — між суворим дотриманням процедурних вимог, що може перешкодити розкриттю / припинення правопорушення, і «брудними» методами роботи, що може допомогти розкрити / запобігти правопорушення.
Не слід, однак, забувати, що ключове слово в даному випадку — «може». Відійшовши від юридичної сторони питання і повернувшись власне до кінознавчої, можна з упевненістю відзначити той факт, що у фільмах про пригоди Гаррі Каллагана благі цілі завжди досягаються тільки і виключно «брудними» методами, ніж підігрівається  невіра обивателя в ефективність існуючих правових інститутів.